# Lysandra coelestis
Lysandra coelestis är en fjärilsart som beskrevs av Charles Oberthür 1908. Lysandra coelestis ingår i släktet Lysandra och familjen juvelvingar. Inga underarter finns listade i Catalogue of Life.